# Martin Selge
Martin Selge (* 23. Dezember 1938 in Königsberg) ist ein deutscher Germanist.

## Leben
Nach der Promotion zum Dr. phil. 1972 in Konstanz war der Bruder Edgar Selges bis 2001 Professor für ältere deutsche Literaturwissenschaft und neuere deutsche Literaturwissenschaft in Schwäbisch Gmünd.
Seine Forschungsschwerpunkte sind deutsche Sprache und Literatur, bes. Theaterpädagogik, Kinder- und Jugendliteratur und Literaturgeschichte.
Sein Sohn Titus (* 1966) ist als Regisseur und Drehbuchautor tätig.

## Schriften (Auswahl)
- Adalbert Stifter. Poesie aus dem Geist der Naturwissenschaft. Stuttgart 1976, ISBN 3-17-002035-8.
- Hg.: Schenk Uolrich von Winterstetten: Verholniu minne sanfte tuot. 5 Leichs und 40 Lieder. Edition, Übersetzung, Kommentar auf CD. Biberach 2017, ISBN 3-947348-00-2.